# Celastraceae
Celastraceae R.Br. 1814 è una famiglia di piante angiosperme dell'ordine Celastrales.
La famiglia comprende circa 100 generi per un totale di circa 1.300 specie. 
Tra queste vi è in particolare il celastro, cespuglio a crescita rapida molto utilizzato per la realizzazione di siepi.

## Descrizione
Le Celastraceae sono piante arboree, arbustive o rampicanti, a volte pubescenti, glabre o quasi glabre.
Sono piante monoiche, poligamodioiche o dioiche.
Le foglie possono essere alterne, opposte e verticillate, semplici, intere, crinate e seghettate, con cristalli di ossalato di calcio.
Le stipole sono persistenti, caduche o assenti.
Le infiorescenze sono ascellari o in nodi floreali accompagnati da foglie non sviluppate, cimose, tirsoidi, racemose o fascicolate; le brattee sono presenti, erose, con fiori actinomorfi.
I sepali sono 4 o 5, liberi o uniti alla base, embricati, talvolta persistenti.
I petali sono 4 o 5, liberi o embricati.
Gli stami sono presenti in ugual numero delle parti del perianzio. I filamenti sono liberi e spuntano da sotto o al margine del disco; essi sono alternipetali o alternisepali.
Le antere sono tetrasporangiate e ditecate oppure bisporangiate, con deiscenza longitudinale, comunemente introrse o laterali (extrorse e a volte quasi terminali in Euonymus).
L'ovario può essere superiore, semisuperiore o, più raramente, semiinferiore, con 2–5 carpelli e con pari numero di loculi (a volte può essere abortito un loculo). Lo stilo è terminale, in generale con 2-5 lobi. Gli ovuli sono solitamente 1, 2 o 3, 2–6 in  Canotia, numerosi in Goupia, eretti, raramente penduli, con placenta ascellare.
Il frutto può essere una capsula, una samara, una bacca o una drupa. I semi hanno arilli piccoli.
Le Celastraceae possono produrre guttaperca (politerpeni), dulcitolo, alcaloidi e composti digitalici (Evonoside, Evobioside, Evomonoside).

## Distribuzione e habitat
La maggior parte dei generi cresce nelle aree tropicali. Solamente Celastrus, Euonymus e Maytenus sono diffusi anche nelle aree a clima temperato.

## Tassonomia
La famiglia Celastraceae comprende 98 generi in 5 sottofamiglie:
- Sottofamiglia Celastroideae
  - Acanthothamnus Brandegee
  - Allocassine N.Robson
  - Apatophyllum McGill.
  - Brassiantha A.C.Sm.
  - Brexia Noronha ex Thouars
  - Brexiella H.Perrier
  - Canotia Torr.
  - Cassine L.
  - Catha Forssk. ex Scop.
  - Celastrus L.
  - Crossopetalum P.Browne
  - Denhamia Meisn.
  - Dicarpellum (Loes.) A.C.Sm.
  - Dinghoua R.H.Archer
  - Elaeodendron Jacq.
  - Empleuridium Sond. & Harv.
  - Euonymus L.
  - Euonymopsis H.Perrier
  - Fraunhofera Mart.
  - Glyptopetalum Thwaites
  - Goniodiscus Kuhlm.
  - Gyminda (Griseb.) Sarg.
  - Gymnosporia (Wight & Arn.) Hook. f.
  - Hartogiopsis H.Perrier
  - Haydenoxylon M.P.Simmons
  - Hedraianthera F.Muell.
  - Hexaspora C.T.White
  - Hypsophila F.Muell.
  - Kokoona Thwaites
  - Lauridia Eckl. & Zeyh.
  - Lophopetalum Wight ex Arn.
  - Lydenburgia N.Robson
  - Maurocenia Mill.
  - Maytenus Molina
  - Menepetalum Loes.
  - Microtropis Wall. ex Meisn.
  - Monimopetalum Rehder
  - Mortonia A.Gray
  - Mystroxylon Eckl. & Zeyh.
  - Orthosphenia Standl.
  - Paxistima Raf.
  - Peripterygia Loes.
  - Plagiopteron Griff.

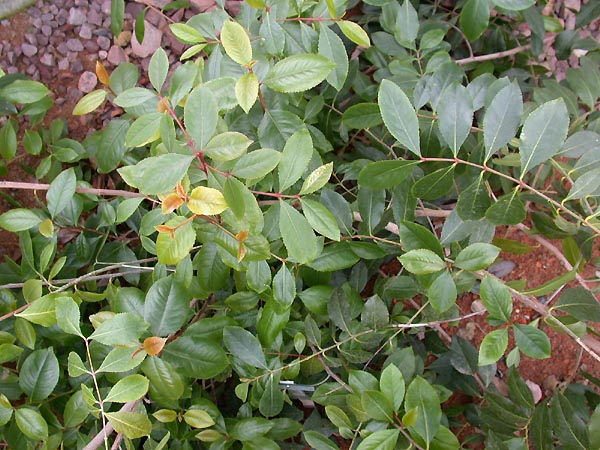
Catha edulis

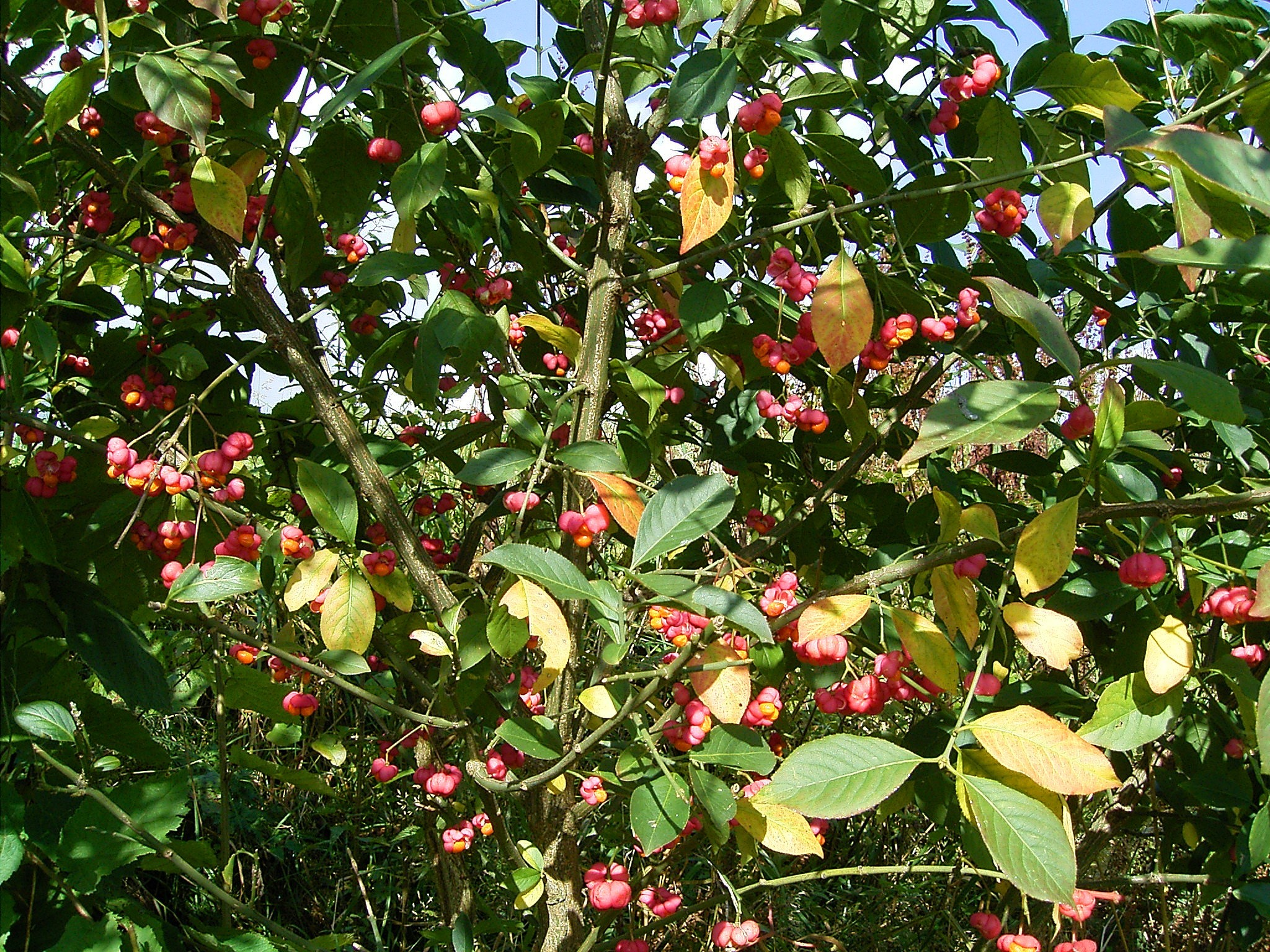
Euonymus europaeus

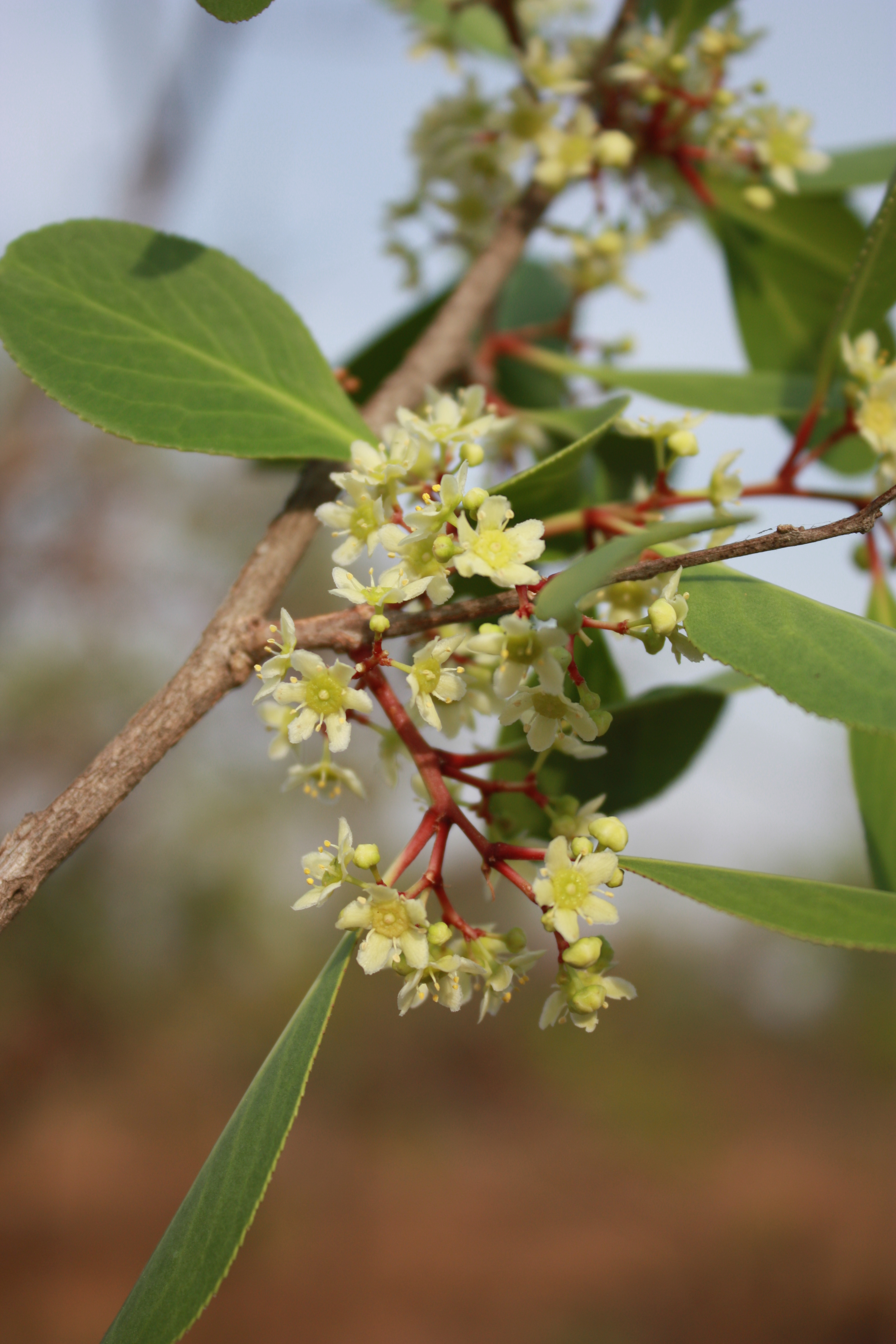
Gymnosporia senegalensis

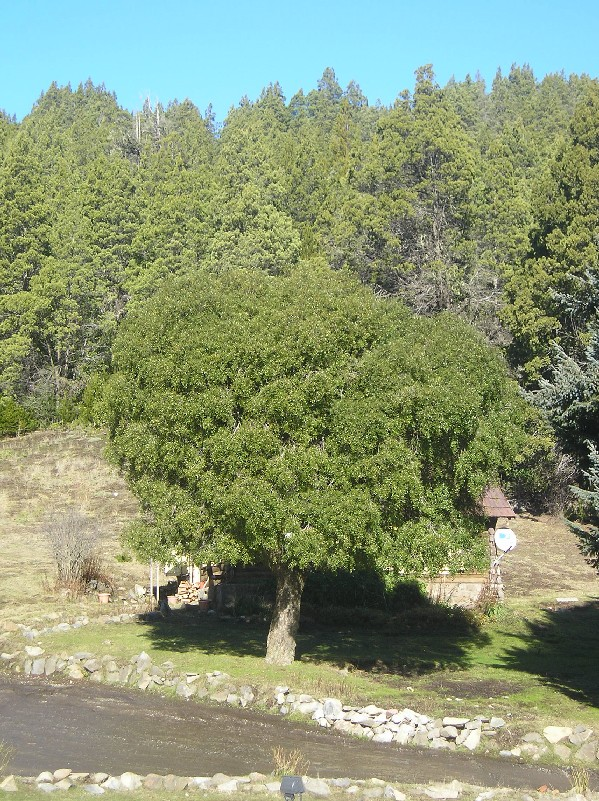
Maytenus boaria

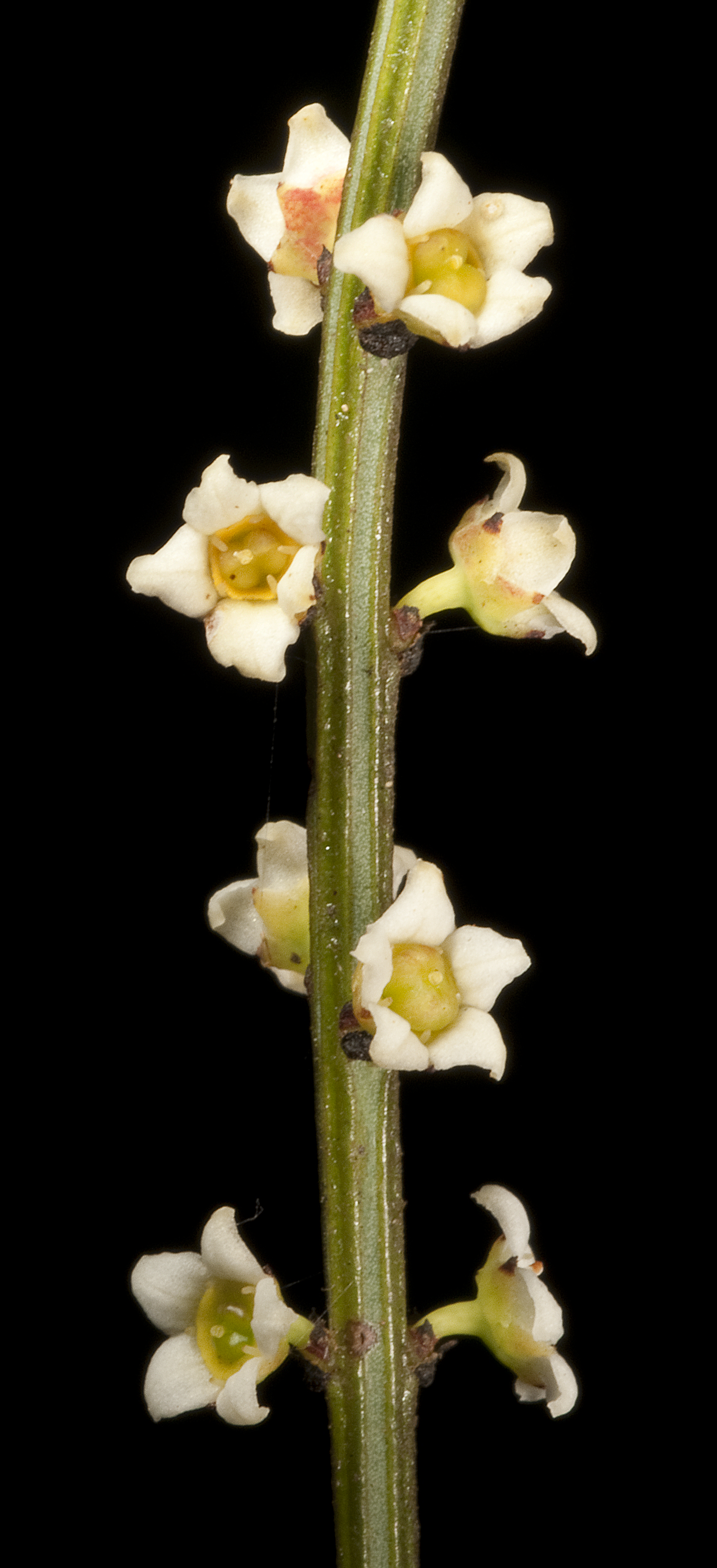
Psammomoya choretroides

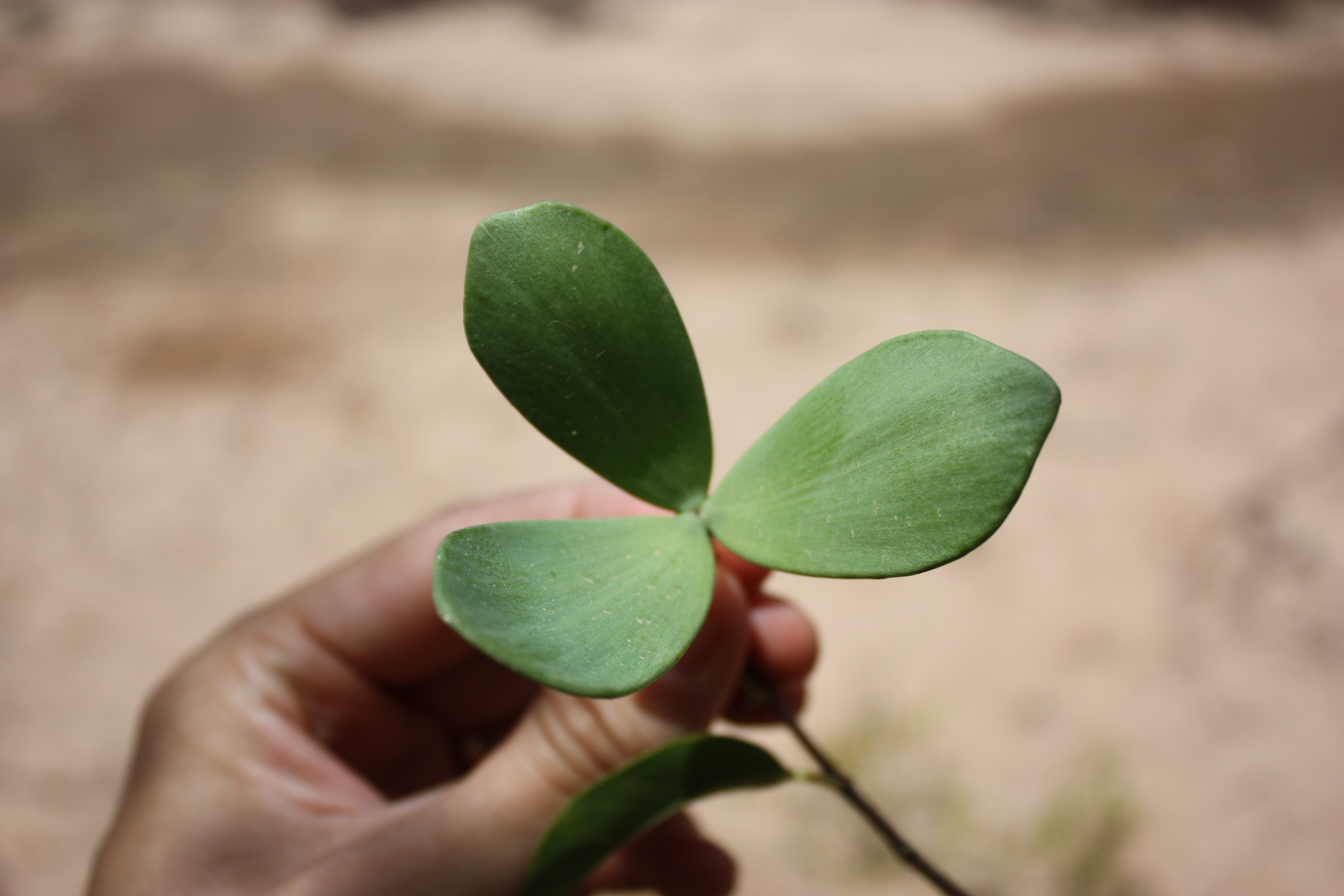
Loeseneriella africana

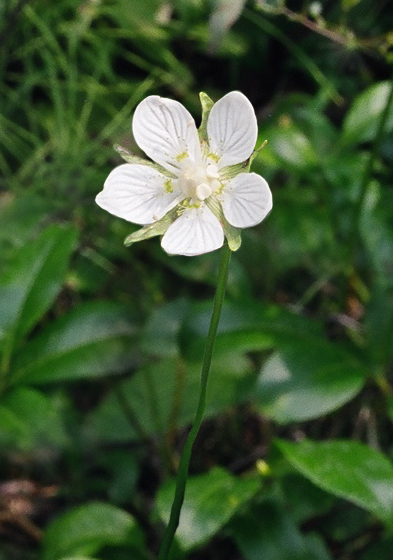
Parnassia palustris

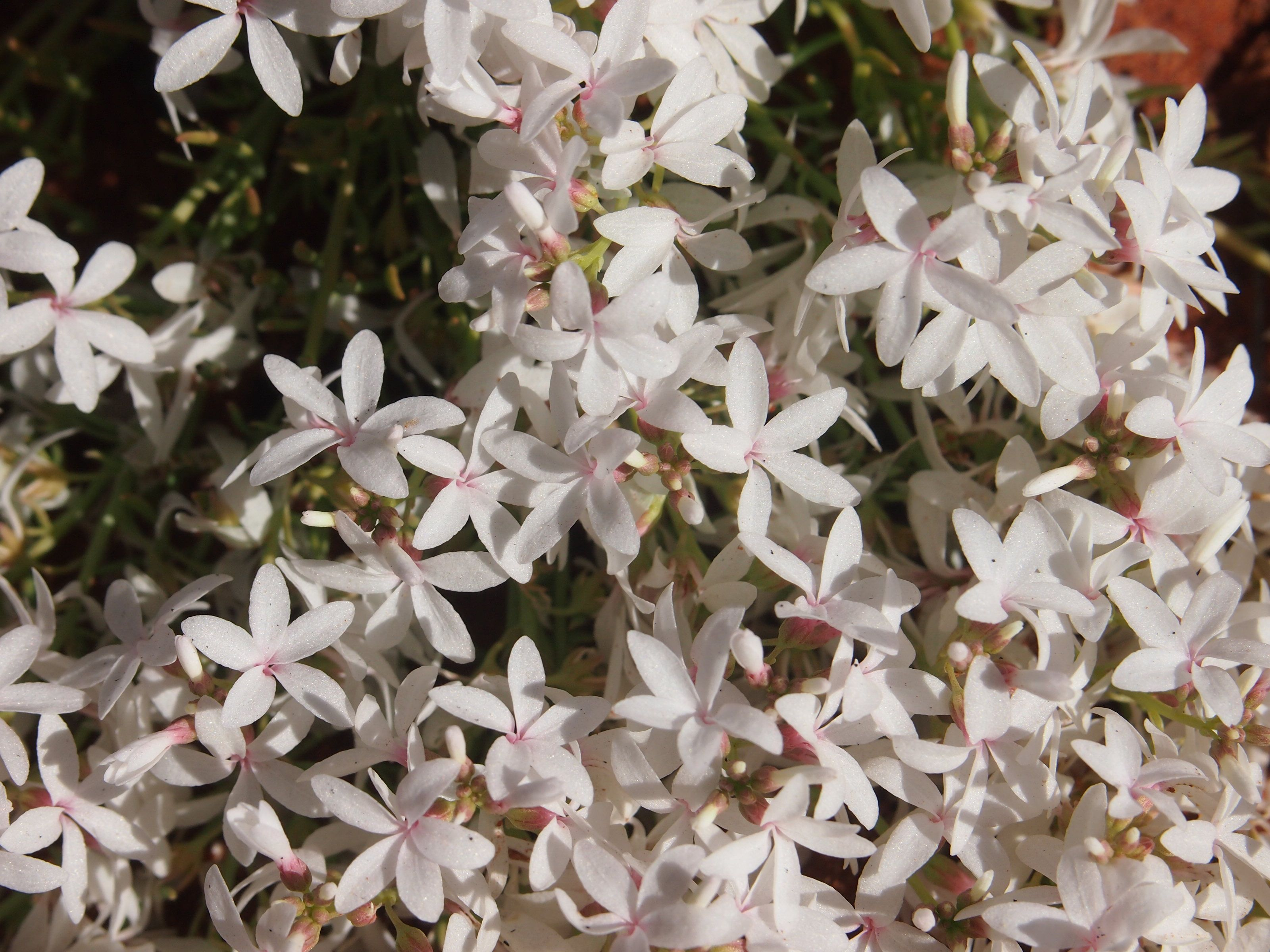
Macgregoria racemigera

  - Platypterocarpus Dunkley & Brenan
  - Plenckia Reissek 
  - Pleurostylia Wight & Arn.
  - Polycardia Juss.
  - Psammomoya Diels & Loes.
  - Pseudosalacia Codd
  - Ptelidium Thouars
  - Pterocelastrus Meisn.
  - Putterlickia Endl.
  - Quetzalia Lundell
  - Robsonodendron R.H.Archer
  - Rzedowskia Medrano
  - Salaciopsis Baker f.
  - Salvadoropsis H.Perrier
  - Sarawakodendron Ding Hou
  - Schaefferia Jacq.
  - Siphonodon Griff.
  - Tetrasiphon Urb.
  - Torralbasia Krug & Urb.
  - Tripterygium Hook. f.
  - Wilczekra M.P.Simmons
  - Wimmeria Schltdl. & Cham.
  - Xylonymus Kalkman ex Ding Hou
  - Zinowiewia Turcz.

- Sottofamiglia Hippocrateoideae
  - Anthodon Ruiz & Pav.
  - Apodostigma R.Wilczek
  - Arnicratea N.Hallé
  - Bequaertia R.Wilczek
  - Campylostemon Welw. ex Benth. & Hook.f.
  - Cuervea Triana ex Miers
  - Elachyptera A.C.Sm.
  - Helictonema Pierre
  - Hippocratea L.
  - Hylenaea Miers
  - Loeseneriella A.C.Sm.
  - Prionostemma Miers
  - Pristimera Miers
  - Reissantia N.Hallé
  - Semialarium N.Hallé
  - Simicratea N.Hallé
  - Tristemonanthus Loes.
  - Trochantha (N.Hallé) R.H.Archer

- Sottofamiglia Parnassioideae
  - Parnassia L.
  - Lepuropetalon Elliott

- Sottofamiglia Salacioideae
  - Cheiloclinium Miers
  - Peritassa Miers
  - Salacia L.
  - Salacighia Loes.
  - Thyrsosalacia Loes.
  - Tontelea Miers

- Sottofamiglia Stackhousioideae
  - Macgregoria F.Muell.
  - Nicobariodendron Vasudeva Rao & Chakrab.
  - Stackhousia Sm.
  - Tripterococcus Endl.

- incertae sedis
  - Pottingeria Prain